# The Valley of Fear (1916)
The Valley of Fear é um filme mudo do gênero aventura do Reino Unido, dirigido por Alexander Butler e lançado em 1916. É atualmente considerado um filme perdido.